# 23151 Georgehotz
23151 Georgehotz este un asteroid din centura principală de asteroizi.

## Descriere
23151 Georgehotz este un asteroid din centura principală de asteroizi. A fost descoperit pe 30 ianuarie 2000 la Socorro, New Mexico, în cadrul proiectului LINEAR. Asteroidul prezintă o orbită caracterizată de o semiaxă mare de 2,90 ua, o excentricitate de 0,04 și o înclinație de 1,3° în raport cu ecliptica.